# Steve Prestwich
Steve Prestwich (5 de março de 1954 - 16 de janeiro de 2011) foi um baterista, guitarrista, cantor e compositor anglo-australiano.